# Mauricio Vélez
Mauricio Vélez (ur. 28 maja 1972) – kolumbijski zapaśnik walczący w obu stylach. Złoty i srebrny medalista igrzysk Ameryki Południowej w 1994. Dwa brązowe medale na mistrzostwach panamerykańskich, w 1994 i 1997 roku.